# Sonya Scarlet
Sonya Scarlet, właśc. Sonia Siccardi (ur. 1980 we Florencji) – włoska piosenkarka, wokalistka Theatres des Vampires od 1999 roku. Od 2013 roku jest żoną wokalisty JTR Sickert.

## Biografia
Muzyką zainteresowała się w wieku czterech lat, ze względu na pobierane lekcje baletu. W 1999 roku dołączyła do Theatres des Vampires jako wokalistka wspierająca, jednak po odejściu z zespołu Alexandra i Justine Consuelo została jedyną wokalistką zespołu.
Poza działalnością w Theatres des Vampires inne utwory z udziałem Sonyi to m.in. "Council of my dreams" z Beto Varquez Infinity, "Oblivion" z JTR Sickert czy "New life bonus edition" z Resonance Room.
Aktualnie Scarlet działa w organizacjach charytatywnych "JayNepal" i "Time4Life".

## Dyskografia
Theatres des Vampires:
- Bloody Lunatic Asylum (2001)
- Lubilaeum Anno Dracula (2001)
- Suicide Vampire (2002)
- Nightbreed of Macabria (2004)
- Pleasure and Pain (2005)
- Desire of Damnation (2007)
- Anima Noir (2008)
- Moonlight Waltz (2011)
- Candyland (2016)

Poza zespołem (gościnnie na innych albumach/utworach):
- Existence (2010) – Beto Varquez Infinity
- Clubbers Die Younger (2012) – Alien Vampires
- New Life Bonus Edition (2013) – Resonance Room[a]
- Etoilé (2015) – JTR Sickert